# Lucanus cantori
Espèce
Lucanus cantori est une espèce d'insectes coléoptères de la famille des Lucanidae, sous-famille des Lucaninae, et du genre Lucanus, que l'on rencontre en Assam, à Darjeeling et au Bhoutan.